# Ang Probinsyano
Ang Probinsyano (titolo internazionale Brothers) è una serie televisiva filippino trasmesso su ABS-CBN dal 28 settembre 2015 al 12 agosto 2022. È basato sull'omonimo film del 1997, originariamente interpretato da Fernando Poe Jr.

## Trama
Seguire il viaggio di Ador e Cardo, che sono stati separati gli uni dagli altri a causa di motivi finanziari, anche mentre seguivano il percorso di essere agenti di polizia.